# تفكيك الويب
الويب اللامركزي  هو برنامج بحثي  يقترح إعادة تنظيم الإنترنت باستخدام البنية التحتية ند للند بدلاً من خدمات استضافة البيانات المركزية. نشأ الاهتمام بالويب اللامركزي بسبب عدم الثقة في منظمات صيانة الشبكة، بسبب الفضائح التي تنطوي على تجسس واسع النطاق والتحكم في المحتوى. الآليات المقترحة تشمل المعرفات اللامركزية السجلات الموزعة.

## نشأة الويب اللامركزي
تطور الويب اللامركزي على مدار عدة مراحل، بدءا من ظهور مفهوم الويب الدلالي في أوائل التسعينيات، مرورا بظهور تقنية البلوك تشين في العقد الأول من القرن الحادي والعشرين، وصولا إلى ظهور "تطبيقات الويب اللامركزية" في السنوات الأخيرة.
في العقد الأول من القرن الحادي والعشرين، ظهرت تقنية البلوك تشين،وهي تقنية ثورية تسمح بإنشاء سجلات لامركزية آمنة وموثوقة. تعتمد هذه التقنية على شبكة من الحواسيب المترابطة التي تعمل معًا لإنشاء سجل رقمي غير قابل للتغيير،يتم تخزينه في سلسلة من الكتل المرتبطة ببعضها باستخدام خوارزميات التشفير. كانت تقنية البلوك تشين مؤثرة في تطوير الويب اللامركزي، حيث سمحت بإنشاء تطبيقات لامركزية آمنة وموثوقة.
في عام 2008، نشر "ساتوشي ناكاموتو" ورقة بحثية بعنوان "البيتكوين: نظام نقدي إلكتروني من نظير إلى نظير"، والتي قدمت لأول مرة فكرة العملة الرقمية المشفرة باستخدام تقنية البلوك تشين. في عام 2009، تم إطلاق البيتكوين، وهي أول عملة مشفرة قائمة على البلوك تشين، مما مثل لحظة محورية في تاريخ الويب اللامركزي، حيث أظهرت إمكانية إنشاء أنظمة لامركزية آمنة وموثوقة.
في السنوات الأخيرة، ظهرت تطبيقات الويب اللامركزية التي تعمل عبر شبكات لامركزية مثل البلوك تشين. يوجد حاليًا العديد من المشاريع التي تركز على تطوير تقنيات وتطبيقات الويب اللامركزي.

## المعرفات اللامركزية
تعد المعرفات اللامركزية جزءًا مهمًا من تطبيقات الويب اللامركزية. يتم أحيانًا تغليف المعرفات اللامركزية في "وثائق تعريف لامركزية" (يشار إليها باسم "DIDs"). تعتمد تطبيقات الويب اللامركزية بشكل متكرر على عناوين URL لوثائق المعرف اللامركزية. اتحاد شبكة الويب العالمية لديه عدة توصيات بخصوص وثائق المعرفة اللامركزية.  تهدف وثائق الهوية اللامركزية هذه إلى تحديد أي موضوع (على سبيل المثال، شخص، منظمة، شيء، نموذج بيانات، كيان مجرد، إلخ) الذي يقرر المتحكم في وثائق الهوية اللامركزية أنه يحدده.

## العملات المشفرة
يمكن أن تكون العملات اللامركزية عنصرًا مفيدًا في مشروع الويب اللامركزي. "العملة المشفرة" (أو الكريبتو اختصارًا) هي أصل رقمي مصمم للعمل كوسيلة للتبادل حيث يتم تخزين سجلات ملكية العملات الفردية في سجل التداولات. سجل التداولات هو شكل من أشكال قاعدة البيانات المحوسبة باستخدام تشفير قوي لتأمين سجلات المعاملات، وللتحكم في إنشاء عملات مشفرة إضافية، وللتحقق من نقل ملكية العملات.   عادة لا توجد العملات المشفرة بشكلٍ مادي (مثل النقود الورقية) ولا تصدر عادة من قبل سلطة مركزية. تستخدم العملات المشفرة عادةً التحكم اللامركزي بدلاً من العملة الرقمية المركزية وأنظمة البنوك المركزية. 
عندما يتم سك العملة المشفرة أو إنشاؤها قبل الإصدار أو إصدارها من قبل مُصدر واحد، فإنها تعتبر مركزية بشكل عام. عندما يتم تنظيمها بتحكم لامركزي، تعمل كل عملة مشفرة من خلال تقنية سجل التداولات الموزع، التي عادةً ما تكون مبنية على شكل بلوكتشين تعمل كقاعدة بيانات عامة للمعاملات المالية.  تبنت صناعة الألعاب تقنية البلوكتشين التي تقدم حلاً قويًا لمختلف التحديات.  تتطلب بعض تطبيقات الويب اللامركزية عملة مشفرة.[بحاجة لمصدر]